# Российский телефонный узел
РТУ (Российский телефонный узел; на зарубежном рынке — Retail and Transit Unit) — проприетарный модульный программный телефонный коммутатор или NGN-софтсвич для операторов связи и больших предприятий с разнообразными возможностями по организации различных видов IP-телефонии и видео-связи, унифицированных коммуникаций. Программный продукт, изначально под названием «Русский Телефонный Узел» был разработан и развивался c 2007 года компанией МФИ Софт. В период с 2013 по 2016 год, софтсвичи под брендом РТУ — РТУ МТТ, РТУ МОА и РТУ-комплекс развивались компанией SwitchRay (из США с офисом разработки в России), на зарубежном рынке им соответствовали продукты SR-S4000, SR-S5000 и SR-S6000.
В России с октября 2016 года развитием и поддержкой продукта под названием «Платформа РТУ» занимается компания САТЕЛ ПрО, входящая в холдинг системного интегратора САТЕЛ. САТЕЛ ПрО также владеет интеллектуальными правами на товарный знак «РТУ Российский Телефонный Узел».
Решения на базе VoIP-платформы РТУ используются значительным числом организаций: государственных и частных компаний, корпораций и операторов связи, как в России так и за рубежом. По заявлениям МФИ Софт в 2012 году, в России более 400 компаний использовали РТУ (см. также заметные факты внедрения).
Благодаря сочетанию функциональности транзитного и абонентского софтсвича, РТУ может выступать в роли IP-АТС разного уровня: узла корпоративной связи, городской АТС (местная связь), станции междугородней и международной связи, зонового узла связи или сервиса VoIP-связи для конечных пользователей в сети Интернет (вроде Skype, SIPNET, sipgate, RingCentral или YouMagic).
В зависимости от потребностей компании-клиента, РТУ реализуется как программное обеспечение, либо в составе АПК разных вариантов: от одного сервера до многосерверного отказоустойчивого кластера в совокупности с необходимым телефонным и шлюзовым оборудованием, системой мониторинга.
Примечательно, что слово «российский» в названии отражает не только ориентир на рынок, но и происхождение, так как на протяжении многих лет программное обеспечение на 100 % развивается и поддерживается в российском центре разработки в Нижнем Новгороде. Команда разработчиков постоянно развивает и дорабатывает продукт, отслеживая ситуацию в отрасли телекоммуникаций в России и реагируя на пожелания заказчиков.
По-видимому, всё это, наряду с наличием всех необходимых сертификатов, является основными причинами использования РТУ не только в среде телекоммуникационного бизнеса, но и в государственных проектах, а также в сфере образования. В 2017 году платформа РТУ внесена в единый реестр российских программ для ЭВМ МинКомСвязи РФ.

## Функции и особенности
Софтсвитч РТУ предназначен для предоставления различных видов услуг связи — внутренняя корпоративная телефония, местная связь (городская или сельская), междугородние и международные вызовы (в том числе карточная телефония), поддержка любых видов телефонных номеров и планов нумерации. Владельцам и пользователям доступны и дополнительные услуги: видео-связь, многоканальные телефонные номера и удержание вызова, перевод вызова, конференц-связь, голосовая почта, переадресация, голосовая навигация и интерактивные голосовые меню, мобильная IP-телефония, создание разноплановых call-центров и переговорных пунктов (call-шопы).
Компании, использующие РТУ, подключаются к различным операторам связи, контролируют телефонный трафик и управляют услугами, предоставляемых абонентам Системы, собственным сотрудникам организации и корпоративным клиентам (то есть другим организациям). Для последних владельцы РТУ могут предложить не только услуги Centrex, но и полноценную виртуальную АТС, а также функции FMC (Fixed Mobile Convergence) при интеграции с сетью оператора мобильной связи.

### Базовые технические возможности
С точки зрения технологий, РТУ выступает в роли телефонного коммутатора и программного сервера IP-телефонии — контроллер зоны H.323, SIP-сервер (сервер типа регистратор и B2BUA) с рядом функций пограничного контроллера сессий (SBC).
В качестве транспорта для SIP могут выступать протоколы UDP или TCP, в том числе с шифрованием TLS, а также веб-сокеты (WebRTC).
Дополнительно, с точки зрения протокола SIP, софтсвитч РТУ может выполнять роль прокси-сервером без сохранения состояний вызовов (call stateless, как это описано в RFC 3261, секция 16.11).
Софтсвитч может эмулировать работу сервера Cisco UCM или CME и сервера Nortel/Avaya CS-1000, CS-2000. Таким образом возможна работа с оконечными VoIP-телефонами Cisco по протоколу SCCP (Skinny) и Nortel/Avaya по протоколу UNIStim. Для подключения аналоговых телефонных аппаратов могут применяться VoIP-шлюзы SIP, H.323 и H.248.
Поддерживается работа с транзитным сигнальным трафиком традиционной телефонной сети — ОКС-7 (посредством потоковых, сигнальных и медиа-шлюзов с поддержкой SIGTRAN / ISUP или SIP-T / SIP-I).
Софтсвич позволяет не только объединять сети с разнородной сигнализацией (VoIP / TDM — ТФОП), но и выполнять нормализацию сигнальных протоколов, обеспечивая сопряжения с телефонным оборудованием различных производителей.
Для голосовых и видео-вызовов, реализована полноценная поддержка протоколов RTP/RTCP, опциональное и настраиваемое проксирование медиа-трафика, а также приём, анализ и передача тональных сигналов (RFC 2833, сигнальные сообщения SIP INFO и H.245 Digits, G.711-inband) и факсимильных сообщений (T.38, G.711-inband).
Кроме традиционного способа передачи оцифрованного голоса, посредством технологии G.711 (PCM), в стандартной поставке, без дополнительных лицензионных соглашений и платы поддерживается работа с очень большим набором популярных узкополосных голосовых кодеков: G.729, G.723.1, Speex, iLBC, G.726, GSM-FR и высококачественных HD-кодеков, таких как различные варианты G.722 / AMR-WB или популярный кодек OPUS, оптимальный для мобильных сетей. При прохождении голосового трафика через софтсвитч (медиа-проксировании), РТУ может выполнять переконвертацию из любого поддерживаемого кодека в любой другой, то есть транскодинг. Для видео-вызовов поддерживаются распространённые кодеки H.264, H.261 и H.263. Начиная с РТУ 2.2 появилась поддержка видео-кодеков VP8 и VP9, важных, в частности, для технологии WebRTC. Для обеспечения безопасной передачи медиа в публичных компьютерных сетях (таких как Интернет), поддерживается шифрование с помощью протоколов SRTP/SRTCP, в рамках WebRTC — DTLS.
Различные аспекты обеспечения надёжной работы софтсвича в открытой сети, такие как преодоление NAT, управляемые ограничения одновременных вызовов и допустимых всплесков нагрузки, настройки критериев блокирования нежелательного трафика, возможность опционального шифрования трафика, а также поддержка различных диалектов сигнализации и транскодинг медиа позволяют говорить о том, что РТУ обладает функциями пограничного контроллера сессий (Session Border Controller).

### Администрирование и контроль
Владельцы и административный персонал софтсвича РТУ могут выполнять следующие задачи, связанные с контролем за работой и управлением телефонной сетью:
- Заведение учётных записей абонентов, настройка параметров терминалов
- Автоматическая синхронизация учётных записей пользователей с корпоративной службой каталогов и с CRM-системой
- Управление доступом пользователей к услугам
- Интеллектуальная маршрутизация вызовов с гибкими настройками, в том числе гибкая настройка правил маршрутизации на основе стоимости и статистической информации (в РТУ СМАРТ)[25]
- Клиент сервера доступа и биллинговой системы по протоколу RADIUS
- Сохранение и автоматическая выгрузка подробных записей о вызовах (CDR), по всем вызовам и попыткам установки соединение, как по успешным так и неуспешным
- Система онлайн-мониторинга, мгновенные уведомления о проблемах в работе (E-mail, SNMP) и в виде SMS
- Обеспечение оперативно-розыскных мероприятий (СОРМ)

Ключевой особенностью РТУ в плане администрирования и обслуживания, является простой графический веб-интерфейс для управления большинством возможностей Системы, что выгодно отличает данный софтсвич от решений конкурентов (Cisco, Huawei и т. п.). Контроль за текущим состоянием системы и анализ статистики работы (такие как CDR-записи, статистические отчёты) также осуществляются через веб-интерфейс. Графический интерфейс РТУ ориентирован на большое число пользователей с различными правами и полным протоколируемым контролем за их действиями.
Веб-интерфейс доступен для любой платформы, как для персональных компьютеров, так и для мобильных устройств (планшетных компьютеров, смартфонов), что расширяет возможности по обслуживанию узла для административного персонала.

### Архитектура
Конвергентная платформа «Российский телефонный узел» представляет собой масштабируемое модульное программное обеспечение, базовой основой которого является программное ядро — подсистема коммутации, работающая с разными видами подсистем управления, таких как:
- подсистема управления Модуля транзита трафика (МТТ)
- подсистема управления Модуля обслуживания абонентов (МОА)
- подсистема управления Система маршрутизации трафика (СМАРТ)

Подсистема коммутации обеспечивает регистрацию оборудования, коммутацию сигнальных сообщений и передачу медиа-трафика. Подсистемы управления определяют принципы работы софтсвича, согласно настройкам и позволяют контролировать его работу.
Все подсистемы могут резервироваться для обеспечения более высокого уровня надёжности. Комплектация системы РТУ зависит от пожеланий заказчика.
Дополнительно система может включать в себя:
- веб-портал ВАТС — веб-приложение на отдельном сервере, для предоставления услуги виртуальной АТС корпоративным клиентам оператора связи
- программный клиент (софтфон) РТУ-клиент для конечных пользователей (абонентов)
- микро-РТУ — аналог абонентского выноса в традиционной телефонии — полуавтономная IP-АТС для удалённых филиалов с централизованным управлением через софтсвич
- РТУ-селектор — решение для организации модерируемых телефонных конференций в сети VoIP — аудио-конференций или селекторных совещаний, демонстрация видео-изображения одного из участников другим участникам

Все подсистемы РТУ взаимодействуют друг с другом по сетевым соединениям, на базе протокола IP, что и позволяет масштабировать систему в кластере серверного оборудования и реализовать систему автоматического резервирования.

### Поддерживаемое оборудование
С точки зрения аппаратного обеспечения софтсвитч может работать на любом сервере или виртуальной машине под управлением ОС GNU/Linux Debian. Рекомендуемым оборудованием для высокопроизводительного узла связи с резервированием являются два сервера с 8 ядрами ЦПУ и 16 Гб ОЗУ, а также RAID 10 для дисковой подсистемы.
РТУ может поддерживать работу с любым VoIP-оборудованием, поддерживающим общепринятые открытые стандарты SIP и H.323. Для работы с медиа-шлюзами могут использоваться также протоколы MGCP и H.248. Начиная с версии 2.2 в РТУ поддерживается работа с VoIP-телефонами по протоколам Nortel UNIStim и SCCP (Skiny).
Производитель постоянно проводит тестирование на совместимость различного VoIP-оборудования с платформой РТУ и публикует результаты успешного тестирования на официальном сайте компании.

### Производительность
РТУ рекомендуется использовать на сетях больших организаций и операторов связи, для обеспечения услугами большого числа абонентов от нескольких сотен до сотен тысяч.
Один сервер с РТУ в минимальной конфигурации (16 Гб ОЗУ, 8 ядер ЦПУ) способен поддерживать:
- от 200 до 4000 одновременных вызовов (в зависимости от нагрузки по медиа-конвертации)
- до 20 тыс. учётных записей абонентов

Так как РТУ является модульным программным обеспечением, его подсистемы (подсистема коммутации и разные виды подсистем управления) могут работать в составе масштабируемого кластера, что позволяет строить узлы NGN очень высокой производительности:
- до 200 тыс. абонентов
- до 400 тыс. одновременных вызовов при транзите и до 50 тыс. звонков при обслуживании абонентов

Также производителем предлагается несколько методов резервирования системы и её модулей, для обеспечения абонентов сервисом высокого качества.

## РТУ МОА — модуль обслуживания абонентов
Программный коммутатор для предоставления услуг конечным абонентам и подключения к другим коммутаторам. В период с 2014 до 2017 года на зарубежном рынке данный продукт носил название SR-S5000 (в рамках компании SwitchRay). Ориентирован на создание узлов местной связи и УПАТС. РТУ МОА может работать как самостоятельный продукт, а также в комбинации с РТУ МТТ. Софтсвитч предназначен для построения или модернизации узла связи с целью предоставление телефонии и современных популярных ДВО различным частным и корпоративным клиентам.
Для крупных организаций (корпораций) — это внутренняя корпоративная связь, в том числе для филиалов, и мобильных офисов с короткой нумерацией и услугами Centrex.
Для операторов связи — обслуживание абонентов — физических лиц, обслуживание корпоративных клиентов (виртуальная мини-АТС, виртуальный офис, Call-центры, факсимильная связь, телеголосование и т. п.), создание виртуальных операторов связи по модели SaaS.
Конечные пользователи могут пользоваться услугами телефонной связи посредством VoIP-телефонов с поддержкой SIP, H.323, Unistim, SCCP (Skiny), а также при помощи абонентских VoIP-шлюзов с поддержкой SIP, H.323 или H.248. Дополнительно пользователям могут быть доступны встроенный веб-телефон в личном веб-кабинете абонента РТУ МОА и персональное мобильное приложение РТУ-клиент.
Также РТУ МОА позволяет организовать услуги FMC и мобильной VoIP-связи за счёт функции прозрачной авторизации абонентов других станций по А-номеру.

#### Возможности для административного персонала
- Управление большими группами абонентов
- Интеграция с корпоративной службой каталогов для автоматизации и доменной авторизации в веб-интерфейсе
- Типовые профили настроек терминалов абонентов, шаблоны учётных записей абонентов, автоматическая генерация больших групп абонентов по шаблону
- Автоматическая настройка телефонных аппаратов (AutoProvision) и автонастройка программных терминалов РТУ-клиент абонентов софтсвича
- Онлайн-мониторинг и управление вызовами для администратора Системы
- Интеграция с CRM-системой: Битрикс24, AmoCRM или SuiteCRM и другими
- Домены: виртуальная АТС, виртуальный офис и виртуальный оператор связи (SaaS)
- Дополнительный выносные полуавтономные IP-АТС микро-РТУ с централизованным управлением для филиальных структур
- Возможность стыковки с другими VoIP-системами — NGN-коммутаторами / шлюзами
- CDR и управление кодами разъединения
- Управление отображением АОН и имени/названия вызывающего
- Функции Call-центра — очереди вызовов (Call Queue) и группы перебора (Hunt-group), с возможностью контроля и анализа статистики, сервис массового обзвона
- Групповые сервисы (вызов группы, перехват звонка в группе и т.п)
- Запись разговоров по специальным правилам, хранение и прослушивание записей

Для интеграции со внешними системами учёта (биллинг), CRM, ERP существует развитое API и возможность автоматической выгрузки информации о состоявшихся вызовах (CDR). РТУ МОА также поддерживает онлайн-учёт средств через RADIUS-аккаунтинг. Существует также RADIUS-авторизация телефонных направлений и дополнительных видов обслуживания, функциональность карточной платформы (интегрируется с биллинговой системой через RADIUS).

#### Дополнительные Виды Обслуживания

Скриншот административного интерфейса РТУ МОА с настройкой сценария IVR (интерактивного меню управления вызовом)

В РТУ МОА существует возможность предоставления для абонентов более 70 различных сервисов, как привычных для телефонии, так и специфичных, возможных только в рамках VoIP.
Ниже приведены лишь некоторые из них, наиболее популярные.
Абонентские ДВО
- Удержание вызова и уведомление о новом поступившем вызове («вторая линия» / Call Waiting)
- Режим конференции с несколькими участниками. При необходимости управления участниками, применяется РТУ-селектор
- Переадресация по различным условиям
- Голосовая почта и «голос электронной почтой» (Voice-to-Email)
- Мобильная IP-телефония
- Унифицированные коммуникации (Unified Messaging)
- Веб-кабинет абонента с возможностью анализа детализации вызовов и управления своей учётной записью
- Встроенный веб-телефон в личном веб-кабинете (основан на WebRTC)
- Мульти-терминальность (несколько устройств для одного абонента, работающих параллельно)
- Замена гудка (КПВ)
- Телефонный автоответчик
- Обратный вызов (CallBack)

ДВО для организаций
- Виртуальная АТС / Call-центр
- Веб-интерфейс для управления работой всей виртуальной АТС (веб-портал)
- Голосовые меню (IVR) и голосовая навигация (DISA)
- Очередь входящих вызовов, служба массового обзвона телефонных номеров по списку
- Перевод вызова, как «слепой», так и сопровождаемый
- Вмешательство в разговор (Call Intrusion) с разделением абонентов по категориям и приоритизацией дозвона
- Селекторное совещание и конференц-связь, MCU
- Сервис массового обзвона
- Автоматизация индивидуальных голосовых уведомлений для автоматического обзвона и система распознавания голосовых команд в IVR
- Виртуальный факс, отправка факса из веб-кабинета абонента
- Телеголосование, оценка качества обслуживания в Call-центре

#### Распределение доработок по версиям
Ниже приводятся ключевые этапы развития РТУ МОА за последние 6 лет.
см. История развития
- Разделение логики РТУ МОА на два компонента — абонентская логика и сервисная платформа для обеспечения большей надёжности
- Значительное увеличение производительности системы
- Формирование CDR записей с большим числом детализации (колонок)
- Более корректное каскадное прохождение нескольких сервисов в рамках вызова
- Упрощённая многотерминальность для абонента
- Индивидуальный СОРМ в каждом домене
- Автоматическая авторизация вызова без регистрации
- Улучшение безопасности веб-интерфейса: проверка сложности паролей, отдельный адрес для входа в веб-кабинет абонентов
- Добавлен компонент сервер медиа-содержимого (PromptServer)
- Добавлен домен типа ВАТС — Виртуальная АТС (созданные ранее домены теперь имеют тип ВОПС)
- Добавлено управление диапазонами номеров
- Добавлены пулы номеров, включающие 1 или несколько диапазонов

- Полноценная многотерминальность абонента РТУ МОА
- Сервис «Очередь вызовов» (Call Qeue) / «Группа перебора» (Hunt Group)
- Расширенные возможности записи всех разговоров абонентов
- Доступ к записанным разговорам через API
- Возможность прослушивать записанные разговоры и голосовые сообщения с веб-интерфейса
- Автоматический провижининг РТУ Клиента
- Возможность администратором создавать общие группы контактов для РТУ Клиента
- Возможность работы с RADIUS-севером в каждом домене
- Улучшенная производительность голосовой почты
- Сервис «Внедрение в вызов» (Call Intrusion)

- Упрощённое создание ВАТС
- Упрощённое создание сервисов
- Возможность отключение сервисов в ВАТС
- Улучшенная производительность и надёжность записи CDR, упрощённый контроль и хранение
- Добавление полей CDR для абонента, например «Удалённая сторона»
- Возможность задания конфигурируемых ролей пользователям веб-интерфейса
- Множественный алиас (дополнительный псевдо-номер абонента)
- Улучшенные IVR c функциональностью Автосекретаря
- Возможность выбирать сценарий IVR или FollowMe при переадресации
- Доступ к голосовым файлам через API
- Удобный фильтр на страницы абонентов

- Поддержка нового кодека OPUS, важного для работы с VoIP-терминалами в мобильных сетях
- Единая точка входа и выхода SIP-трафика
- Поддержка SIP по TCP
- Поддержка RFC 4028 (SIP Session Timers)
- Уведомление о переадресованном вызове посредством SIP 181 Call is Being Forwarded
- Возможность указания значения Type of Service для медиа-пакетов для обеспечения приоритизации на уровне IP
- Простой поиск учётных записей терминалов абонентов и активных регистраций
- Статистика вызовов агентов Call-центра
- Новый вид блока IVR «меню с возможностью набрать внутренний номер»
- Официальная поддержка более 2х языков Настраиваемая локализация веб-интерфейса
- Испанский язык интерфейса включён в стандартную поставку

- Поддержка масштабирования логики, теперь можно создавать несколько компонентов логики РТУ МОА, для увеличения производительности и надёжности работы различных доменов
- Поддержка SIP по TLS — обеспечение шифрования сигнального трафика
- Поддержка SRTP/SRTCP — поддержка шифрования медиа-трафика
- Переход на новый проприетарный протокол обмена текстовыми сообщениями (вместо XMPP) — для снижения нагрузки на сеть, что особенно актуально в мобильных сетях
- Передача текстовых сообщений и файлов в мобильном приложении РТУ-клиент
- Отправка SMS из РТУ МОА через SMS-шлюз (SMSC)
- Сервис массового обзвона — позволяющий задать расписание автоматических вызовов по заданному списку номеров

- Транзакционность операций в СУБД MySQL (переход на InnoDB)
- Обновлённый веб-интерфейс со стандартизированными кнопками управления записями
- Интеграция с CRM-системами
- Абонентский сервис FMC — расширение возможностей функции «Терминал за шлюзом» («Абонент за шлюзом»)

- Переход на СУБД MariaDB
- Дополнительная полуавтономная IP-АТС Микро-РТУ с централизованным управлением для филиальных структур
- Интеграция с LDAP-серверами
- Поддержка протоколов WebRTC, Unistim, SCCP (Skiny), H.248 для оконечных устройств
- Встроенный веб-телефон в личном веб-кабинете абонента, с возможностями видео-вызовов и демонстрацией экрана
- Поддержка не только IP-адресов, но и доменных имён в качестве адресов учётных записей шлюзов для связи с другими VoIP-системами
- Дополнительный компонент и самостоятельный продукт РТУ-селектор для организации моделируемых голосовых конференций, селекторных совещаний, онлайн-чатов
- Доработанный сервис Hunt-Group / Call Queue для организации Call-центров: новые алгоритмы выбора агента, автоматическое соединение со «знакомым» сотрудником, оценка качества обслуживания
- Доработанный сервис CallIntrusion / Внедрение в разговор с возможностью приоритизации дозвона (на основе распределения категорий абонентов в одном домене)
- Интеграция с Yandex.SpeechKit для распознания голоса и автоматической онлайн-генерации аудиофайлов на основе текста для воспроизведения в рамках телефонного вызова в рамках IVR и сервиса «служба массового обзвона»
- Обновлённый IVR-сценарий, переход инструмента управления с технологии Flash на HTML5
- Обновлённые аудио-файлы системных уведомлений, расширение количества служебных аудиофайлов

- Веб-клиент РТУ — корпоративный мессенджер на основе WebRTC, с поддержкой групповых чатов, АКС и ВКС, селекторных и модерируемых конференций
- Видео-конференц связь

## РТУ-клиент (программный телефон)
РТУ-клиент — кроссплатформенное абонентское приложение для различных видов онлайн-коммуникаций для использования на смартфонах и планшетах (Android и iOS). Сочетает в себе функции программного SIP-телефона и видеотелефона, а также клиента службы мгновенных сообщений с интеграцией в РТУ Модуль Обслуживания Абонентов. 

РТУ-клиент — версия для настольного ПК (в данном случае Windows 7)

Клиент позволяет использовать ПК или смартфон, как абонентский VoIP-терминал, обеспечивающий владельцу аудио и видеосвязь, обмен мгновенным сообщениям и файлами, SMS, а также доступ к голосовым сервисам и ДВО, предоставляемым платформой РТУ. Благодаря интеграции с биллингом, РТУ-клиент может сообщать пользователю стоимость вызова на определённое направление (через узел связи, основанном на РТУ МОА).
По своей сути РТУ-клиент — это софтфон и средство для чата с поддержкой передачи файлов и адресной книгой с широкими возможностями. Для использования РТУ-клиента, абоненту необходимо получить учётные данные (адрес сервера, логин и пароль) у телефонной компании. При этом никаких дополнительных настроек делать не нужно, в этом принципиальное отличие РТУ-клиент от любых других SIP-софтфонов, которые можно использовать с РТУ МОА.
В то же время дистрибутив программного клиента является конструктором для построения бренд-софтфона под конкретного заказчика — оператора связи, со своим оформлением, логотипом, привязкой к конкретному узлу связи.
Одним из ключевых преимуществ РТУ-клиент перед другими аналогичными приложениями является возможность [Технология_push|пробуждения приложения на смартфоне пользователя] (когда приложение свёрнуто — в спящем режиме) для совершения вызовов.

#### Кроссплатформенность

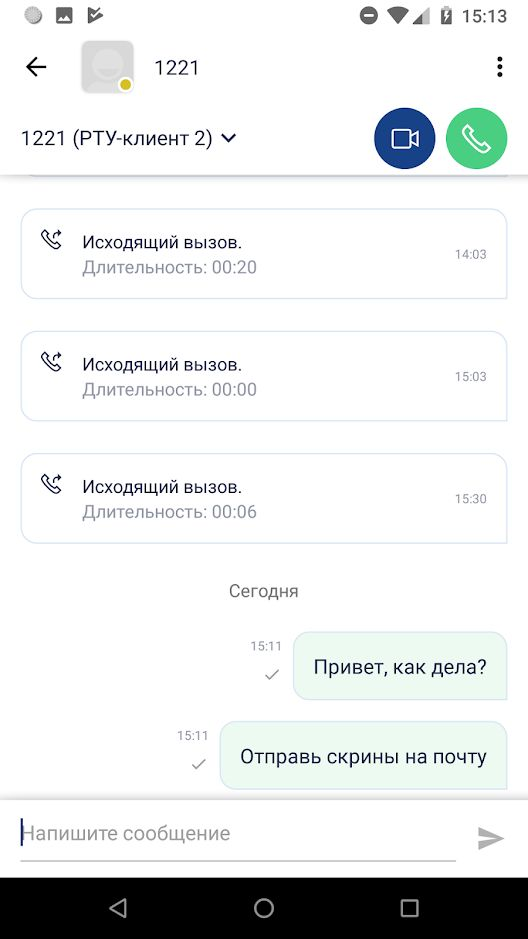
РТУ-клиент для Android — история общения в чате

Изначально РТУ-клиент разрабатывался в качестве терминала для абонентов работает на следующих (настольных) ОС:
- Windows XP / 2003 / Vista / 7 / 8
- GNU/Linux (Debian / Ubuntu)

Впоследствии был выбран ориентир на работу на мобильных устройствах под управлением Android и iOS (iPhone, iPad).
А вместо десктопной версии приложения предлагается использовать встроенный веб-телефон в личном веб-кабинете абонента РТУ МОА.

### Принцип работы
Пользователю не требуется специальных знаний, необходимы для настройки программы. Нужно лишь скачать приложение и получить учётные данные (логин и пароль) от администратора РТУ МОА для авторизации.
Администратору также не требуется создавать настройки для подключения терминала каждого пользователя — достаточно активировать услугу для учётной записи абонента.
Приложение РТУ-клиент обращается к софтсвичу РТУ МОА через веб-API на основе https, с авторизацией по номеру (или логину) и паролю веб-кабинета абонента. После авторизации РТУ МОА самостоятельно генерирует и выдаёт терминалу параметры для SIP-регистрации. При этом для передачи SIP используется технология WebRTC. РТУ-клиент регистрируется на РТУ МОА и может совершать и принимать вызовы, как обычный софтфон. Перед отправкой входящего вызова, поступившего на номер абонента РТУ МОА посылает в APN или GCM команду для пробуждения приложения РТУ-клиент на устройстве пользователя, дожидается подтверждения регистрации и в случае положительного ответа, отравляет на приложение вызов.

#### Функциональность
- Голосовые SIP-вызовы
- Видео-вызовы
- Интеграция с биллинговой системой — получение информации о стоимости вызова
- Менеджер звонков и история вызовов
- Обмен быстрыми сообщениями, отправка SMS, обмен файлами
- Звуковые и всплывающие уведомления о вызовах и новых сообщениях
- Информация о статусах пользователей, смайлы
- История общения в чате и звонков в одном окне контакта
- Интеграция с адресной книгой мобильного устройства
- Серверная адресная книга, метаконтакты
- Синхронизация контактов с сервером
- Автоматическая настройка взаимодействия с РТУ МОА (протоколы, таймеры, кодеки и т. п.)
- Автоматическая проверка новых версий ПО и обновление

#### Различные версии РТУ клиента
В настоящий момент приложение существуют в версиях мобильных устройств Android и iPhone / iPad.
Как отмечалось ранее, РТУ-клиент может быть брэндирован то есть быть изменённым, согласно пожеланию заказчика — владельца софтсвича РТУ МОА. В этом случае готовое приложение получает соответствующее оформление и название типа «НАЗВАНИЕКОМПАНИИ-телефон» или «БРЭНД-клиент» и т. п..
В результате в Интернет-магазинах приложений Google Play и AppStore размещаются пользовательские приложения для работы с РТУ МОА в сетях различных операторов связи.
В частности доступен РТУ-клиент Satel PrO  и  — generic-версия программного телефона предназначенная для тестирования с РТУ МОА. Для того чтобы начать пользоваться этой версией РТУ-клиента нужно получить логин и пароль у компании (и/или операторов связи), использующей софтсвитч РТУ МОА или РТУ-комплекс, имеющего лицензию на использование данного приложения.

#### Планы развития
- Поддержка многопользовательских чатов, MUC;
- Интеграция с социальными сетями, Facebook, Twitter и т. п.

## Дополнительный веб-портал для ВАТС
Веб-приложение, реализуемое как дополнительный модуль для упрощения управления и монетизации популярных услуг «Виртуальная АТС» или «Облачная АТС», «Виртуальный офис» для операторов связи — владельцев РТУ МОА и РТУ-комплекс.
Веб-портал ВАТС является дополнительным веб-сайтом, разработанным специально с ориентиром на конечных пользователей услуг типа «Виртуальная АТС» (из числа сотрудников компаний — корпоративных клиентов оператора связи). Интерфейс веб-портала ВАТС сделан максимально простым с ориентацией на интуитивно-понятные элементы, доступные любым пользователям и сотрудникам организацией.
Веб-приложение портала ВАТС взаимодействует одновременно, как с софтсвичом РТУ МОА версии 1.9.0 или выше, так и с биллинговой системой оператора связи. Управление клиентами, как то заведение, подключение новых тарифов, удаление клиента реализуется через биллинговую систему. Сотрудники организации (то есть клиента оператора связи) могут сами управлять своей виртуальной АТС — контролировать расходы и детализацию соединений, настраивать распределение вызовов и переадресацию, подключать услуги и дополнительные номера, с автоматической проверкой каждого запроса через биллинговую систему.
Также представитель конечного Заказчика являющийся администратором виртуальной АТС, может создавать новые учётные записи абонентов, конференц-комнаты, голосовые комнаты и дополнительные транки для подключения к другим операторам связи (например для более дешёвой междугородней связи). Технологически, все настройки реализуются на стороне софтсвича РТУ МОА посредством API.
Веб-портал — это «white label» решение для владельцев РТУ МОА и РТУ-комплекс. Таким образом, веб-портал ВАТС брендируется под конкретный дизайн компании Заказчика — владельца РТУ, в нужном оформлении и со ссылками на его официальные сайты и т. п.
В 2017 году новым разработчиком РТУ, компанией САТЕЛ ПрО, была выпущена новая версия веб-портала ВАТС 3.0, с новыми функциями, переработанным дизайном и обновлённой технологической основной. Так начиная с версии 3.0. веб-портал ВАТС, можно использовать для простой интеграции с CRM-системами клиентов (интеграция настраивается также на уровне сопряжённой с веб-порталом софтсвича РТУ МОА или РТУ-комплекс версии 2.1.0).
В веб-портал ВАТС версии 3.1.0 был добавлен веб-телефон (на основе WebRTC) — компонент персонального личного веб-кабинета сотрудника, посредством которого можно совершать и принимать телефонные вызовы.
При отсутствии совместимой биллинговой системы, для управления клиентами, может использоваться «Система Управления веб-порталом ВАТС» (СУВАТС), которая появилась в версии 3.0 и получила развитие в версии 3.1.

## РТУ-селектор — модуль управляемой конференц-связи (с функцией модерации)
Позволяет организовать несколько конференц-комнат, для телефонных совещаний и конференций нескольких участников одновременно. В каждой конференции предусмотрен модератор, который следит за доступом участников в конференцию и может отключить звук любого участника, а также принудительно удалить любого участника из конференции. Поддерживается аудио-запись всех конференций.
РТУ-селектор пооставляется как самостоятельный SIP-сервер или как программный модуль к РТУ МОА и РТУ МТТ, работающий по специальному внутреннему протоколу.
В случае применения как отдельного софтсвича выполняет роль SIP-сервера с возможностью регистрации оконечных терминалов (SIP Registrar) и приёма вызовов из других АТС или телефонных сетей через SIP-транк.

## РТУ МТТ — модуль транзит трафика
Программный коммутатор транзита телефонного VoIP и ОКС-7 трафика с расширенными функциями маршрутизации и контроля, ориентированный на операторов зоновой и МГ/МН связи. РТУ МТТ может работать как самостоятельный коммутатор, так и в комплексе с РТУ МОА. На зарубежном рынке РТУ МТТ также позиционировался как отдельный софтсвитч SR-S4000 (в рамках компании Switchray), а до 2014 года — MVTS Pro (раньше он носил такое же название и на российском рынке).
- Одновременная поддержка адресов IPv4 и IPv6
- Поддержка десятков тысяч учётных записей оборудования (VoIP-шлюзов, коммутаторов, терминалов)
- Маршрутизация по А и Б номерам, расписанию, группам, категориям абонентов / вызовов, LCR и т. п.
- Поддержка маршрутных номеров LRN для обеспечения переносимости телефонных номеров (MNP/LNP)
- Резервирование каналов связи — перемаршрутизация неуспешных вызовов на альтернативные маршруты с гибкими настройками
- Сбор и анализ статистики трафика (отчёты и онлайн-графики)
- Динамическое изменение таблицы маршрутизации по статистическим параметрам линий (эрланг, ASR, ACD и любые другие)
- Внешняя маршрутизация (через RADIUS, а также через внешние SIP Redirection Server, ENUM или H.323 GateKeeper)
- Изменение нумерации (вида и типа номера, преобразование и замена номеров, добавление/удаление технических префиксов и других частей номера)
- Маршрутизация по SIP URI — то есть как по пользовательской, так и по доменной части SIP-адреса вида login@server1.country.
- Проксирование голосовых и видео данных, факсимильных сессий, модемных соединений
- Гибкое управление передачей медиа — изменяемые списки кодеков, транскодинг, репакетизация, обеспечение QoS за счёт IP-ToS для RTP-пакетов, анализ статистики RTCP
- Обеспечение безопасности телефонного трафика (функции SBC), в том числе шифрование сигнального и медиа трафика
- Управление кодами причины разъединения
- Работа с оконечным абонентским оборудованием (базовые вызовы)
- Удобный многопользовательский графический веб-интерфейс с протоколированием действий и различными правами доступа

Для учёта стоимости и контроля за возможностью совершать вызовы, РТУ МТТ поддерживает автоматическую выгрузку CDR и RADIUS-аккаунтинг, RADIUS-авторизацию направлений. Таким образом возможна интеграция с биллинговыми системами, CRM и ERP, в том числе через API удалённого управления.
Кроме того, интеграция с биллинговой системой посредством функционала внешней маршрутизации (SIP-переадресация и/или RADIUS-авторизация) позволяет реализовать высокоприбыльный транзит телефонного трафика за счёт политики LCR (Least Cost Routing).

## РТУ СМАРТ — система маршрутизации трафика
РТУ СМАРТ — инструмент интеллектуальной маршрутизации трафика и транзитный биллинг. Самостоятельное решение для задач, связанных с транзитом и выгодной терминацией трафика при подключении к телефонным сетям большого числа операторов связи. В прошлом решение РТУ СМАРТ носило название MVTS II и ещё в 2007 году было признано лучшим продуктом в своём классе по версии журналa Internet Telephony. Для англоязычных клиентов продукт называется RTU SMART и предполагает другой вариант расшифровки аббревиатуры: «Simple Management and Advanced Routing for Traffic», то есть «Простое управление и продвинутая маршрутизация для трафика».
Функционально РТУ СМАРТ является транзитным VoIP-софтсвичом (класс 4) с поддержкой SIP и H.323 в ядре системы, как и РТУ МТТ. Однако РТУ СМАРТ обладает и более развитым функционалом с точки зрения маршрутизации и учёта транзита телефонного трафика в сети оператора связи. С другой стороны РТУ МТТ отличается от РТУ СМАРТ поддержкой ОКС-7 и IPv6, возможностью шифрования трафика.
Таким образом, РТУ СМАРТ сочетает в себе функции NGN SBC, интеллектуальной маршрутизации VoIP-трафика, биллинга, финансовой и статистической аналитики. В то же время РТУ СМАРТ может выступать в роли внешней системы учёта и начисления платы, а также инструмента внешней маршрутизации (LCR/BCR) для РТУ МТТ.
Может выполнять интеллектуальную «опережающую» маршрутизацию на основе большого спектра параметров:
- по критериям цены и качества (например, LCR, ASR, QoS, ACD), в том числе с адаптивным и регулируемым контролем прибыльности
- по критериям пропускной способности для конкретного направления и загрузки шлюза/маршрута
- по расписанию — времени суток / дня недели / календарного дня
- сочетание критериев в любых комбинациях и другие варианты.

Кроме того, решение позволяет произвести поиск конечных точек в регистре ENUM, повысить уровень ASR и реализовать гибкую политику маршрутизации.
Развитая система аналитики и отчётности помогает отслеживать изменения количества звонков на определённых направлениях в реальном времени, а также определять потенциал новых направлений на основе данных о тарифах и предполагаемом объёме трафика. Гибкие настройки системы упрощают работу оператора, позволяя контролировать рентабельность сети и защищая от финансовых потерь путём автоматического блокирования убыточных направлений.
Различные механизмы формирования кластеров для повышения производительность и резервирования (в том числе географического) обеспечивают высокую надёжность системы. А возможность логического выделения ресурсов (Softswitch Partitioning) предоставляют возможность сдавать в аренду канальные ёмкости программного коммутатора другим компаниям и операторам связи.

## Система онлайн мониторинга (EMS)
Опционально VoIP-платформа РТУ может комплектоваться системой онлайн-мониторинга EMS на основе Zabbix, представляющей широкие возможности по контролю за техническими аспектами работы системы, сопутствующего оборудования и ПО (загрузка серверов, наличие трафика и его объёмы, проблемы в работе и т. п.).
- Веб-интерфейс для контроля, администрирования и настройки
- Контроль за компонентами системы РТУ (в том числе самого сервера EMS)
- Контроль за любым другим телекоммуникационным оборудованием (VoIP-шлюз, медиашлюз, маршрутизатор, сервер и т. п.), вплоть до 1000 узлов.
- Поддержка SNMP версий 1, 2 и 3
- Сбор данных при помощи любых внешних скриптов / команд
- Централизованный мониторинг журналов (лог-файлов)
- Возможность создавать карты сетей
- Гибкая система шаблонов и групп
- Аналитические отчёты и графики
- Автоматическое обнаружение проблем
- Система уведомления о критических ситуациях
- Отчётность и тенденции
- SLA мониторинг
- Резервирование системы мониторинга EMS

Недостатком EMS является принципиальная невозможность управлять РТУ, а также отсутствие контроля за прибыльностью, финансовых отчётов и т. п. Тем не менее такие инструменты аналитики доступны в РТУ СМАРТ.

## Технологии
РТУ является полноценным софтсвичом, в том смысле, что это программное решение, не привязанное к конкретному оборудованию. Несмотря на то, что разработчик рекомендует протестированную в лаборатории линейку серверов HP Proliant DL 360p Gen8, РТУ работает на любой аппаратной платформе/сервере или серверном кластере на базе свободной серверной операционной системы Debian GNU/Linux. Последние версии продукта (ветка 2.2) собирается также для работы на основе сертифицированной Российской ОС Astra Linux.
Для различных модулей применяются следующие технологии:
- Подсистема коммутации: Си, C++
- Подсистема управления: Python, C#, Bash
- СУБД: MySQL / MariaDB
- Графический интерфейс: Apache, PHP, AJAX, ASP.NET
- РТУ-клиент: Qt
- Веб-портал ВАТС: API РТУ МОА, Java, Angular, Apache Tomcat, MySQL
- EMS: Си, PHP, MySQL, SNMP, bash

Разработчики активно развивают продукт, отвечая на требования своих клиентов, законодательства и существующей ситуации на рынке. При этом применяются самые современные технологии и фреймворки.
Исходный код значительной части продукта, созданный программистами компании закрыт, так как РТУ является проприетарным программным обеспечением.

## История развития
РТУ развивается более 15 лет. Каждые 2-3 месяца выходят новые версии софтсвичей под брендом РТУ. В результате продукт регулярно дополняется новыми возможностями (в том числе по запросам клиентов), исправляются ошибки. Ключевые версии с большим числом принципиально новых функций выпускаются один раз в полтора-два года.
Изначально решение компании MERA Systems (впоследствии ставшей МФИ Софт для России, СНГ и ALOE Systems в остальном мире) для обслуживания абонентов носило название MERA IP-Centrex на зарубежном рынке или SIPRise Центрекс для клиентов в России. Отдельно развивался транзитный софтсвич MVTS Pro, который был создан и позиционировался как новая реализация и развитие функциональных возможностей популярного на тот момент софтсвича MVTS I (MERA VoIP Transit Softswitch). IP-Centrex и MVTS Pro изначально были полностью независимыми продуктами, ориентированными на решение различных задач. Эти различия касались абсолютно всего — архитектуры, возможностей, различия в графическом интерфейсе и т. д.
При этом компанией МФИ Софт для российского рынка в 2007 году было создано комплексное решение, которое с самого начала называлось Российский Телефонный Узел. Изначально разработчик пытался объединить в комплексном решении интерфейсы управления транзитной (MVTS Pro) и абонентской части (Centrex).
Параллельно с MVTS Pro и IP-Centrex c 2006 года развивался продукт MVTS II — транзитный софтсвич с функциями биллинговой системы и аналитики, который впоследствии получил название РТУ СМАРТ. В MVTS II и РТУ СМАРТ всегда использовалась другая нумерация версий и этот продукт развивался по собственному пути (по состоянию на 2017 год актуальная версия 1.5.6).
Впоследствии в 2009 году, начиная с версии 1.5 продуктов MVTS Pro и IP-Centrex компания-разработчик объединила под одним брендом РТУ все три варианта поставки (транзитный, абонентский и комбинированный) с единой политикой нумерации версий. Ключевое изменение в релизе 1.5 — появление общей коммутирующей подсистемы для всех вариантов РТУ. Для зарубежного рынка появился продукт RTU (Retail and Transit Unit) в различных вариантах. В то же время на зарубежном рынке сохранился отдельный транзитный телефонный коммутатор MVTS Pro. Начиная с версии 1.5 настройки транзитной части РТУ МТТ (RTU class 4) и абонентской части РТУ МОА (RTU class 5) имеют независимые графические интерфейсы управления. Примечательным для данной версии является также добавление возможность поддержки стыка с ТФОП посредством ОКС № 7 на основе управления взаимодействием по протоколу ISUP.
Значительный скачок в развитии был сделан в ветке РТУ 1.7. Из ключевых изменений: в несколько раз увеличена производительность РТУ МОА, появилась графическая конфигурация стыковки с коммутаторами ОКС-7, в софтсвич для поддержки функций обмена сообщениями интегрирован Jabber-сервер, доработано взаимодействие с приложением РТУ-клиент.
В 2013 году разработкой и поддержкой продукта стала заниматься новая компания SwitchRay. Осенью 2013 в РТУ версии 1.8 появились ожидаемые многими клиентами функции для организации Call-центров, в виде объединённого сервиса Hunt Group / Call Queue.
Далее команда разработчиков продолжила развитие продукта в направлении добавления новых функций и сервисов ДВО, поддержки новых протоколов и стандартов, а также в направлении повышения удобства использования административного веб-интерфейса.
Достаточно серьёзные изменения и доработки были реализованы в РТУ версии 1.9.2 (2.0): для SIP-устройств, появилась единая точка входа и выхода, поддержка IPv6, а также транспорт SIP по TCP и TLS, шифрование медиа-трафика что укрепило позиции РТУ на операторском рынке. В версии 2.1 появилась возможность интеграции со сторонними CRM-системами, такими как SuiteCRM, AmoCRM, Битрикс24.
Ещё одной серьёзной вехой в развитии стал релиз РТУ 2.2, где сделан упор на развитие функций, востребованных на рынке корпоративных телекоммуникаций, то есть в среде энтерпрайз-решений. В частности, реализована интеграция с корпоративными службами каталогов (LDAP-серверами).
В рамках данного релиза, доработаны продвинутые функции Call-центра (новые алгоритмы распределения вызовов, в том числе ручное, оценка качества обслуживания клиентами); появилась поддержка протоколов для взаимодействия с пользовательским оборудованием: WebRTC для веб-телефонов в браузере и для приложения РТУ-клиент, протоколы UNIStim и SCCP (Skinny) для VoIP-телефонов Nortel и Cisco. Добавлена возможность управления абонентскими шлюзом H.248 с аналоговыми FXS-портами. Также в линейке РТУ 2.2 появились новые приложения:
- РТУ-селектор для организации моделируемых VoIP-конференций и селекторных совещаний, онлайн-чатов
- Микро-РТУ — полуавтономный мини-софтсвитч для телефонизации удалённых филиалов и офисов с централизованным управлением в РТУ МОА.

За всю историю своего существования РТУ развился от небольшого софтсвича, ориентированного на несколько десятков-сотен пользователей (и одновременных вызовов), до серьёзного телекоммуникационного решения с развитой инфраструктурой компонентов, предназначенного для разнопланового обслуживания десятков и сотен тысяч абонентов (см. также заметные факты внедрения).
Ниже приводится история развития в цифрах.

### 2006 год
Выход на рынок оптовых операторов (wholesale) VoIP-трафика и VoIP-бирж транзитного софтсвича MVTS II с поддержкой SIP и H.323 и функциями биллинга в ядре системы.

### 2007 год
В течение всего года решение 4-в-1 от МФИ Софт, MVTS II, активно распространяется среди операторов связи по всему миру, а сам продукт активно развивается в соответствии с их потребностями.
- осень 2007
  - MVTS Pro — анонс выпуска первой версии высокопроизводительного транзитного софтсвича (ставшего впоследствии РТУ Транзит, и далее РТУ МТТ), с поддержкой SIP и H.323 и с различными голосовыми кодеками, развитыми функциями маршрутизации/перемаршрутизации между шлюзами (транками) и управлением Системой через веб-интерфейс. Данный продукт отличается от MVTS II большей простотой и меньшими требованиями к аппаратным ресурсам (требуется только 1 сервер)[49].

### 2008 год
- зима 2008
  - MERA IP Centrex / SIPRise Центрекс версии 1.1 — первая версия, доступная клиентам. Система поддерживала до 100 одновременных вызовов с использованием основных кодеков G.711, G.723.1, G.729 и G.729A, в том числе с конвертацией медиа. С самого начала поддерживалась сигнализация SIP или H.323, факсимильная связь посредством T.38. Для взаимодействия с биллинговой системой предлагалось использовать выгрузку CDR и/или RADIUS. Владельцам софтсвича и абонентам доступны следующие ДВО: удержание звонка (Hold), перевод вызова (Transfer), условная и безусловная переадресация вызова (Forward), Do Not Disturb, CallWaiting, голосовое меню (IVR), звонок группе (Group Call), перехват звонка (Call PickUp), трёхсторонняя конференц-связь, виртуальная конференц-комната (ChatRoom), Impersonate, прямой внутрисистемный доступ (DISA), CallPark. Управление Системой с самого начала осуществлялось через веб-интерфейсе[50].
- весна 2008
  - MVTS Pro 1.0 — Первый полноценный релиз продукта: выполнены первые доработки функционала и исправления по отзывам первых клиентов. Удобная отладка вызовов по CDR и детальному журналу сообщений в рамках вызова. Среди прочего реализованы поддержка ENUM и логирование действий администраторов в веб-интерфейсе.
  - РТУ 1.0 — выпуск первой комбинированного продукта, с учётом требований телекоммуникационного рынка в России, в частности c поддержкой ОКС№ 7 через SIP-шлюз (Протей ITG) и СОРМ
- лето 2008
  - MERA IP Centrex / SIPRise Центрекс версии 1.2 — Добавлен сервис «Голосовая почта» с возможностью настройки уведомлений в виде вызова или по электронной почте. Автоматическое определение NAT и необходимости проксирования медиа-трафика, поддержка шифрование паролей SIP (Digest Authetication).[51]
- осень 2008
  - MERA IP Centrex / SIPRise Центрекс версии 1.3 — новые сервисы: карточная платформа (Calling Card Platform), Call-back, запись голоса и запись разговора, сервис с голосовым уведомлением о списке доступных ДВО абонента[52]
  - MVTS Pro (РТУ Транзит) версии 1.2 — Новый функционал «Default Gateway» для работы с портами абонентских FSX/FXO шлюзов. Добавлена возможность маршрутизации по расписанию и/или по статистическим параметрам, а также сортировка и приоритеты кодеков в настройках оборудования. Появилась онлайн-статистика в веб-интерфейсе[53].

### 2009 год
- зима 2009
  - MERA IP Centrex / SIPRise Центрекс версии 1.3.2 — Мониторинг участков вызовов, расширение функционала Chat Room и виртуальный факс[54]
- лето 2009
  - MVTS Pro (РТУ Транзит) 1.2.1 — различные права доступа (роли) для администраторов Системы, более удобные настройки взаимодействия с биллинговыми системами — преобразования номеров для отображения в биллинге, формат даты в RADIUS-пакетах[55]
  - Запущена 3-х месячная маркетинговая программа упрощённого перехода с MVTS I на MVTS Pro (РТУ-транзит)[56]. В сентябре 2009 года официально заявлено, что поддержка и дальнейшее развитие MVTS I будут прекращены (об этом объявлялось ещё в 2008 году) Архивная копия от 14 сентября 2018 на Wayback Machine
  - РТУ 1.5.0 — радикальные изменения в политике развития продукта и дополнения в функциональных возможностях. Повышена производительность и отказоустойчивость. Добавлена возможность совершения видео-вызовов на кодеках H.261, H.263 и H.264, а также поддержка протоколов ISUP (через M3UA) и MGCP. В список ДВО добавлен мониторинг статуса другого абонента (BLF). Внедрён новый тип IVR с отрисовкой сценария на Flash[57]

### 2010 год
- весна 2010
  - РТУ 1.5.3 — знаковый релиз с большим числом доработок и изменений. В РТУ МТТ (RTU class 4) добавился новый тип оборудования — «оконечное устройство», появились поддержка SIP-T и SIP-I, полностью конфигурируемые RADIUS-пакеты, импорт данных из CSV-файлов и внешнее управление через API. В РТУ МОА (RTU class 5) добавлены поддержка внешней SIP-регистрации, АОН/АнтиАОН, различные режимы качества факсимильных сообщений в сервисе «виртуальный факс», добавлен опциональное переключение в режим без проксирования медиа[58]
- лето 2010 — прекращение поддержки MERA IP Centrex / SIPRise Центрекс версии 1.3.x

### 2011 год
- лето 2011
  - РТУ 1.6.0[59] — стабилизационный релиз в котором были исправлены многие недостатки, обозначенные клиентами. Также были сделаны доработки по поддержке различных кодеков (в том числе нового кодека G.726), анализ медиа-статистики RTCP в CDR. Ветка версий 1.6.0 развивалась до 2013 года и поддерживалась до 2015 года. Всего было выпущено более 15 коррекционных версий (последняя 1.6.0-150a) с доработками и исправлениями.
- осень 2011 — выход первой версии РТУ 1.7.0 с принципиально новым модулем логики 5 класса (фактически, не была доступна клиентам)

### 2012 год
- весна 2012 — РТУ 1.7.2 — была доступна только для бета-тестирования некоторым клиентам
- осень 2012 — выход РТУ 1.7.3 — первый коммерческий релиз ветки версий 1.7 (см. также доработки в различных версиях РТУ МОА выше)

### 2013 год
- зима 2013 — выход РТУ 1.7.4 с упрощением процесса заведения сервисов (появился т. н. «мастер сервисов») и некоторыми дополнительными улучшениями
- весна 2013 — окончание поддержки РТУ 1.5.3[60]
- осень 2013 — выход РТУ версии 1.8.1 с поддержкой полноценной записи разговоров и функциями Call-центр (очередь вызовов, группа перебора операторов), а также возможностью вмешательства в разговор (Call Intrusion / Call Barge-In), полноценной реализацией многотерминальности для абонентов[61](подробнее см. выше, #Распределение доработок по версиям). В РТУ МТТ добавлена маршрутизация по SIP URI.
- осень 2013 — зима 2014 — стало известно, что дальнейшим развитием и поддержкой NGN-продуктов МФИ Софт (в том числе РТУ) будет заниматься новая международная компания SwitchRay[62]. В официальной документации по продукту и на сайте технической поддержки HelpDesk изменилось название компании и логотип[63], c 18 февраля 2014 года прежний домен helpdesk.mfisoft.ru переадресовывает на новый сайт HelpDesk.switchray.com (с октября 2016 недоступен, работает по адресу HelpDesk.satel.org)[64]

### 2014 год
- весна 2014 — на официальном сайте компании за рубежом[65] продукты линейки РТУ, представлены под новой номенклатурой SwitchRay. Аналогичные изменения произошли в официальной документации и статьях базы знаний портала поддержки
  - SR-S6000 — бывший RTU complex
  - SR-S5000 — бывший RTU class 5
  - SR-S4000 — бывший RTU class 4 или MVTS Pro
  - РТУ-клиент получил название Mayak Mobile

### 2015 год
- весна 2015 — выход новой версии 1.9.0 продуктов линейки РТУ, то есть РТУ-комплекс / SR-S6000, РТУ МОА / SR-S5000, РТУ МТТ / SR-S4000. Основное назначение этой версии — повышение надёжности базы данных и удобства работы с CDR, упрощение управлением РТУ МОА через веб-интерфейс и API. Также были добавлены новые абонентские сервисы (ДВО), с возможностью административного управления доступа ко всем абонентским сервисам[66]
- осень 2015 — выход РТУ версии 1.9.1 с полноценным SIP Proxy в качестве точки входа/выхода трафика и поддержкой SIP по TCP, также в РТУ МТТ добавляется поддержка переносимых номеров LNP/MNP, выполнена доработкой некоторых сервисов / ДВО и повышено удобства администрирования через графический интерфейс. Из важнейших изменений — переход на 64-битную операционную систему Debian GNU/Linux 7 Wheezy, а также повышение требований к аппаратной части[67]. Также с сентября 2015 года прекращены развитие и поддержка версий продуктов из ветки 1.6.0.
- зима 2015—2016 — анонс выхода дополнительного веб-приложения для корпоративных клиентов в РТУ МОА — «Веб портал ВАТС»[28]

### 2016 год
- весна 2016 — выход РТУ новой версии 1.9.2[68] с рядом очень важных новых функций:
  - поддержка IPv6, в режиме dual stack
  - шифрование сигнального и медиа-трафика: SIP через TLS и SRTP/SRTCP
  - партнёрский доступ в веб-интерфейс администратора транзитного софтсвича РТУ МТТ для клиентов и партнёров компании-владельца
  - обмен текстовыми сообщениями между абонентами РТУ МОА в мобильной версии РТУ-клиента, а также отправка сообщений из РТУ МОА в виде SMS через SMS-шлюз (SMSC)
  - сервис массового обзвона в РТУ МОА
  - управляемый производственный календарь в РТУ МОА (расписание маршрутизации, работы сервисов и т. п. с учётном праздничных дней и т. п.)
  - кроме того была добавлена гибкая индивидуальная настройка уведомлений о проблемных ситуациях — сигналы тревоги для разных пользователей, поддержка отправки уведомлений в виде SMS (через SMS-шлюз) и множество других, менее значимых изменений

Также весной 2016 года была выпущена новая версия веб-портала ВАТС 2.1 — дополнительного приложения для упрощения предоставления услуг типа IP-centrex на РТУ МОА
- лето 2016 — окончание поддержки РТУ версий 1.7.x

Судя по всему летом или осенью 2016 года произошли изменения в организационной структуре компании-разработчика (хотя достоверных данных об этом нет).
По данным Bloomberg на 27 сентября 2016 года бренд SwitchRay принадлежал американской компании 46 Labs (США), тем не менее на сайте этой компании продукты вида SR-SXXXX, РТУ или RTU не указаны.
В октябре 2016 года на сайте HelpDesk появилась информация о приобретении прав на продукт и о дальнейшем развитии РТУ компанией САТЕЛ ПрО.

### 2017 год
Новый владелец продукта РТУ, компания САТЕЛ ПрО активно развивает продукты линейки в 2017 году. Компанией были получены необходимые новые лицензии и сертификаты для использования РТУ в качестве инструмента организации различных узлов связи.
В начале 2017 года запланирован выход РТУ версии 1.9.3. Однако впоследствии стало известно, что поддержка существующей ветки версий будет продолжена в рамках 2.0 (без серьёзных изменений), а развитие продукта, вместо 1.9.3 продолжится в новой ветке 2.1.
Первая версия РТУ из новой ветки 2.1.0-10 (минуя 2.0) была выпущена в мае 2017 года.
В рамках РТУ новой ветки 2.1 появились следующие важные новшества:
- - Облачное лицензирование
  - РТУ МОА: интеграция с CRM-системами (синхронизация учётных записей сотрудников, уведомление о поступившем вызове в режиме онлайн, генерация лидов по вызовам, прослушивание разговоров из CRM-системы и т. п.)
  - РТУ МОА: более надёжная работа в веб-интерфейсе (за счёт транзакционности в СУБД)
  - РТУ МОА: Дополнительная простая фильтрация CDR-записей по времени и по абонентскому номеру
  - РТУ МТТ: Поддержка MEGACO / H.248 для работы с медиа-шлюзами при подключении к сетям ОКС-7
  - РТУ МТТ: полноценное управление всеми видами номеров (в том числе замена одного другим) в рамках одного и того же вызова — А-номер, Б-номер, переадресующий номер. Ранее была возможность только независимого управления каждым типом номера (преобразование, добавление или удаление префикса, замена номера на другой и т. п.)
- лето 2017 — окончание поддержки РТУ версий 1.8.1, выпуск новой версии веб-портала ВАТС для РТУ МОА[30]
- осень 2017 — объявлено о ребрендинге РТУ и переводе версии 1.9.2 в ветку 2.0, без каких серьёзных изменений[74]

Всего за 2017 год было выпущено 4 функциональных версий РТУ, а также новые версии вспомогательных приложений — РТУ-клиент и веб-портал ВАТС.
Компания САТЕЛ ПрО также добилась внесения продукта «Платформа РТУ» в реестр российского программного обеспечения.
В конце года вышла новая версия транзитного софтсвитча MVTS II 1.5.6 и одновременно произошёл ребрендинг под новым названием РТУ СМАРТ.

### 2018 год
Компания САТЕЛ ПрО продолжает развитие софтсвичей под брендом РТУ. 22 мая 2018 года был выпущен веб-портал ВАТС новой версии 3.1 с развитой системой управления клиентами (то есть ВАТС для заказчиков — клиентов оператора связи) и встроенным веб-телефоном для конечных пользователей.
В сентябре 2018 года появилась информация об успешном тестировании РТУ в операционной системе Astra Linux, что позволит использовать Платформу РТУ заказчикам, предъявляющим требования к информационной безопасности в соответствии с рекомендациями ФСТЭК России, а также действующим в рамках программы импортозамещения.
За 2018 год было выпущены несколько коррекционных версии в рамках ветки 2.1.0-x с новыми функциями и исправлением известных ошибок. Последняя версия, РТУ 2.1.0-44 в 2018 году была выпущена 29 декабря.

### 2019 год
По состоянию на начало 2019 года актуальными версиями, которые поддерживались и устанавливались новым клиентам и на которые рекомендовалось переходить существующим клиентам со старыми версиями ПО являлись одновременно и ветка РТУ 2.0 (до ребрендинга — 1.9.2) и ветка РТУ 2.1. В частности в феврале была выпущена версия 2.0.0-30, с рядом небольших доработок и исправлений. Тем не менее, основной веткой версий является 2.1.0. Тогда же, в феврале 2019 года вышла версия 2.1.0-45, а в конце марта появилась новость о выпуске РТУ версии 2.1.0-50.
В сентябре 2019 года, наряду с выпуском 2.1.0-60, появилась информация об РТУ версии 2.2 с поддержкой WebRTC, интегрированным веб-телефоном в личный кабинет абонента и дальнейшим развитием сервисов «Виртуальный факс» и «Очередь вызовов» (HuntGroup) для организации Call-центров.
В конце 2019 года опубликована новость о выходе новых версий РТУ 2.2 и веб-портала ВАТС 4.8 с большим количеством доработок:
- технология WebRTC (в том числе поддержка кодеков VP8/VP9 и демонстрация экрана пользователя),
- многофункциональный веб-телефон в браузере,
- поддержка новых видов абонентских терминалов VoIP-телефонов по протоколам UNIStim и SCCP (Skinny), а также абонентских шлюзов H.248 с подключёнными аналоговыми терминалами
- интеграция со службами каталогов (посредством LDAP)
- интеграция с Yandex.SpeechKit для поддержки речевых технологий (синтез и распознавание голоса)
- модуль селекторных совещаний (для модерируемых аудио-конференций)
- выносной полуавтономный софтсвитч микро-РТУ для филиалов организаций с централизованным управлением из РТУ МОА

### 2020 год
1 мая 2020 года опубликована версия 2.2.0-40, в рамках которой реализованы:
- Развитие интеграции со службами каталогов (LDAP-серверами) и поддержки протокола SCCP (Skinny) для VoIP-телефонов Cisco
- Упрощение конфигурации веб-телефона для конечных пользователей в личном веб-кабинете абонента, развитие административного интерфейса

20 августа вышла версия 2.2.0-50 с рядом доработок: авторизация в веб-интерфейс через корпоративную службу каталогов, IVR-сценарии на основе HTML5, доработки по обеспечению связности CDR и записанных разговоров, а также другие доработки и исправления.

### 2021 год
В 2021 году продолжилось развитие функционала микро-РТУ, веб-портала ВАТС и встроенного веб-телефона в личном веб-кабинете абонента РТУ МОА. Расширяются также возможности по интеграции со службами каталогов и внешними CRM-системами. За первое полугодие 2021 года официально выпущено две версии РТУ 2.2.0-53 и 2.2.0-61, а также две новых версии веб-портала ВАТС.
29 июня появилась информация, о том, что VoIP-платформа РТУ входит в пятёрку лидеров решений по IP-телефонии и ВАТС на основе сравнительного анализа функционала по версии проекта Market.CNews.
В версии 2.2.0-61, вышедшей в июне 2021 года в РТУ МОА появился новый режим работы сервиса групповой вызов — циркулярная конференция (AdHoc Conference) между заранее определённой группой абонентов, организуемая по вызову на определённый телефонный номер. Циркулярная конференция также может использоваться в виде системы оповещения с воспроизведением определённой аудио-информации. Также был доработан встроенный веб-телефон в личном веб-кабинете абонента. Доработана возможность гибкой настройки перемаршрутизации вызовов в РТУ МОА на альтернативные маршруты в случае проблем с маршрутом на шлюз или коммутатор. Новость на сайте HelpDesk: Новая коррекционная сборка РТУ 2.2.0-61b. Дата обращения: 24 апреля 2022. Архивировано 14 июля 2021 года.
Осенью вышла версия 2.2.0-70 с реализацией в РТУ МОА функции ручного и автоматического экспорта записанных разговоров на внешний FTP-сервер. А в РТУ МТТ была добавлена возможность контроля максимальной длины номера и контроль статуса доступности шлюза.

### 2022 год
- В январе вышла версия 2.2.0-71, с доработками по статистике Call-центра в РТУ МОА и по функции контролю статуса доступности VoIP-шлюзов посредством SIP OPTIONS в РТУ МТТ и РТУ МОА. Доработаны микро-РТУ и РТУ-селектор[92].
- В июньской версии 2.2.0-72 реализовано большое количество доработок, связанных с функцией AutoProvisioning в РТУ МОА для телефонных аппаратов VoIP разных производителей. Расширены функции интеграции РТУ МОА с LDAP-серверами. В РТУ МТТ реализован новый вариант онлайн-графиков для контроля статистики.[93]
- В декабре 2022 года вышла версия 2.2.0-73 в рамках которой были реализованы серверная адресная книга для телефонных аппаратов разных производителей, а также функция «Директор-Секретарь» для корпоративных пользователей.2.2.0-73[94]

## Недостатки
Специалисты отмечают следующие недостатки решений на базе РТУ.

### Голосовые сервисы
- В РТУ МОА до версии 1.9.1 существовало разделение функций голосовой навигации (DISA) и голосового меню (IVR). В прежних версиях это были различные сервисы, и не было возможности предоставить абоненту в рамках одного сервиса одновременный выбор пункта меню или набор внутреннего номера, хотя это обычная функция телефонных станций. Впрочем это можно реализовать другим способом, например последовательным набором сначала голосового меню, а потом DISA, либо наоборот по таймауту ввода со стороны пользователя

Решение: В РТУ МОА 1.9.1 и выше, в сценариях IVR появился новый тип блока «меню с возможностью набора доп. номера», для решения данной проблемы (см. скриншот с примером IVR). Сервис DISA, как отдельная сущность также сохранился.

### Интеграция в сеть оператора
- Отсутствие поддержки INAP для полноценного предоставления функций FMC при сопряжении с коммутатором мобильной связи. Функции FMC в РТУ реализованы за счёт привязки учётной записи абонента к учётной записи шлюза / коммутатора (т. н. тип «терминал за шлюзом») посредством сопоставления номера на РТУ МОА и номера на внешнем коммутаторе

Решение: Поддержка упрощённой реализации FMC без необходимости поддержки сложных протоколов появилась в РТУ 2.1
- До версии 2.1 отсутствовала поддержка распространённого протокола H.248

(MEGACO) для сопряжения с телефонными TDM-сетями и оборудованием. Отчасти это компенсировалось возможностью управления ISUP для стыковки с другими коммутаторами посредством SIGTRAN (M3UA) и MGCP, при посредничестве медиа-шлюза (например AudioCodes Mediant). Также, в качестве альтернативы поддерживается передача сигнальных сообщений ISUP посредством SIP-T / SIP-I, что позволяет использовать соответствующее бюджетное шлюзовое оборудование
Решение: Поддержка MEGACO для стыковки с ОКС-7 появилась в РТУ МТТ 2.1. А в РТУ МОА 2.2 добавлена поддержка H.248 для подключения абонентского оборудования — FXS-шлюзов.
- Отсутствие единой точки выхода трафика. В версиях 1.9.0 и ниже ввиду архитектурных особенностей софтсвича (модульность и масштабирование, требующие балансировки) имела место проблема с разными точками обслуживания входящего и исходящего трафика. В результате, исходящий трафик со стороны софтсвича РТУ МТТ мог отправляться в разных случаях одному и тому же устройству с разных портов, в зависимости от того, какой модуль обслуживания вызовов использовался для обработки конкретного вызова

Решение: В РТУ версии 1.9.1 появился новый модуль для организации единой точки входа и отправки сигнального SIP-трафика (SIP Proxy), что позволило решить данную проблему и предоставить гибкое управление адресом источника при отправке вызова с софтсвича на стороннее оборудование

### Аппаратное обеспечение, обслуживание и обеспечение надёжности
- Для версий до 1.9.2 официально не поддерживались средства виртуализации при развёртывании. Компания-разработчик требовала в качестве основы для софтсвича РТУ использовать только физический сервер, с достаточно серьёзной минимальной конфигурацией — 4 ядра CPU / 4 Гб RAM. Для операторских отказоустойчивых решений, серверов должно быть как минимум два (для обеспечения резервирования) и их спецификация в аппаратной части должна быть ещё лучше. Рекомендованные сервера — HP Proliant 360 DL G8

Для версии 1.9.1 и выше, увеличились требования к оперативной памяти — теперь для серверов, используемых в качестве операторских узлов связи со значительными объёмами трафика рекомендуется использовать не менее 8 ядер ЦПУ и не менее 16 гигабайт оперативной памяти
Для версии 2.2 официально заявлена полноценная поддержка виртуализации.
- Новые функции, а также исправления найденных ошибок в коде софтсвича зачастую требуют обновления РТУ с остановкой сервиса на несколько минут, что не всегда приемлемо для операторов связи, предоставляющих услуги тысячам абонентов. Впрочем процедура обновления, всегда проводится силами специалистов компании-разработчика в заранее согласованное время (в том числе в часы наименьшей нагрузки, ночью и т. п.).
- Невозможность сохранения установленных вызовов при выходе из строя основного сервера кластера РТУ, даже в случае наличия полного резервирования. В текущих схемах резервирования обеспечивается только сохранение сервиса (перерегистрация абонентов и обслуживание только поступивших новых звонков)
- Неполноценная система контроля и решения проблемных ситуаций. Функциональность уведомлений о проблемах отчасти реализован в подсистеме мониторинга EMS, однако в ней нет возможности автоматического принятия решений о корректирующих действиях. Для решения значительного числа проблем в работе узла связи необходимы понимание архитектуры продукта и опыт работы с ним, знание протоколов и стандартов телефонии, а также навыки администрирования серверов под управлением Linux. Всё это, может быть компенсировано услугами технической поддержки и обучения, которые предлагает компания-разработчик

### Принадлежность бренда
Существует мнение[чьё?], что права на РТУ остаются у компании 46 Labs из США , хотя это и никак не подтверждено документально (см. выше информацию по событиям 2016 и 2017 годов). В 2016 году на сайте компании 46labs была опубликована информация о завершении поддержки бывших продуктов Switchray в декабре 2017 года. Также известно, что в России товарный знак РТУ принадлежит компании САТЕЛ ПрО, что подтверждается официальной регистрацией права в Роспатенте.

## Использование РТУ
Телекоммуникационные и другие компании применяют РТУ для решения следующих задач:
- Предоставление голосовых и мультимедийных услуг: телефонная и видео связь, ДВО, мгновенный обмен сообщениями, мобильная связь через IP корпоративным и частным абонентам, а также сотрудникам организации
- Создание узлов местной, зоновой, МГ/МН связи по технологии IP, в том числе с подключением к другим операторам посредством ОКС-7 (ТФОП)
- Замена устаревшего оборудования связи
- Сокращение расходов на содержание узла связи за счёт экономии места для серверов с РТУ в дата-центре и экономии электроэнергии, а также упрощение администрирования узла связи
- Поэтапный перевод сетей на технологии ALL-IP

### Заметные факты внедрения
Решения на базе платформы РТУ, на протяжении более 10 лет широко применяются операторами связи России, дальнего и ближнего зарубежья. Например в России такими как Акадо, ЦентрТелеком, Эффортел (в последствии Синтерра), МРК Связьинвеста (в последствии Ростелеком), НСС (Ростелеком), ЕТК (Ростелеком), Комстар (МТС), Таттелеком, БашИнформСвязь(Ростелеком), Сумма Телеком, компании холдинга ЭР-Телеком, МТТ, Синтерра (впоследствии NetByNet) и многих других. В корпоративном секторе решения на основе РТУ применяется в Северсталь-Инфоком (интегратор Северсталь) , в РУСАЛ, ФНС, МВД России, ФСО.
На протяжении всей истории существования РТУ также реализовывали и поддерживали партнёры компании разработчика (SwitchRay / МФИ Софт) — крупнейшие российские интеграторы: Микротест, Техносерв, Inline Telecom Solutions, Россервис.
В виду широкой популярности продукта, софтсвич РТУ версии 1.7 используется в учебно-исследовательской лаборатории конвергентных сетей связи на кафедре «Систем коммутации и распределения информации» Санкт-Петербургского государственного университета телекоммуникаций им. профессора М. А. Бонч-Бруевича. Основная цель этого совместного проекта состоит в том, чтобы выпускники университета познакомились с реально действующей VoIP-платформой ещё до устройства на работу в какую-либо телекоммуникационную компанию.
13 декабря 2017 года появилась информация о том, что VoIP-платформа РТУ компании САТЕЛ была внесена в реестр Российского ПО, что в частности, свидетельствует что данное программное обеспечение полностью соответствует всем требованиям для закупок госструктурами в России.
Летом 2021 года появилась информация, что по мнению MarketCNews VoIP-платформа РТУ входит в пятёрку лидеров рейтинга решений по IP-телефонии и ВАТС.
Для Минстроя РФ с применением РТУ в 2022 году была выполнена модернизация внутренней сети телефонной связи и при этом удалось сохранить непрерывную бесперебойную работы для существующих абонентов — сотрудников организации, несмотря на замену ранее действовавшей АТС на новую технологическую платформу. В 2023 году один из крупнейший российских коммерческих банков ПромСвязьБанк (на 100 % принадлежит государству РФ) переводит внутреннюю связь сотрудников на VoIP-платформу РТУ. Госсобрание Якутии (Ил Тумэн) в рамках импортозамещения внедрило в 2025 году платформу РТУ разработки «Сател» для замены установленной ранее зарубежной телефонной станции и с целью обеспечения эффективной работы, получение доступа к новейшим технологиям коммуникаций.